# Bend (Oregón)
Bend es la cabecera del condado de Deschutes en el estado estadounidense de Oregón. En el año 2009 tenía una población de 82 280 habitantes y una densidad poblacional de 753.8 personas por km². Es la ciudad principal del área estadística metropolitana de Bend-Redmond (OR MSA), con una poblicación de 157.733 habitantes en 2010.
Es conocida como el lugar natal del deportista especializado en decatlón Ashton Eaton (n. 1988). También es famosa por ser, desde  2018, sede del último local existente de la cadena de renta de videos y videojuegos Blockbuster.

## Geografía
Bend se encuentra ubicada en las coordenadas 44°3′23″N 121°18′29″O / 44.05639, -121.30806.

## Demografía
Según la Oficina del Censo en 2000 los ingresos medios por hogar en la localidad eran de $40,857, y los ingresos medios por familia eran $58,800 (en 2006). Los hombres tenían unos ingresos medios de $33,377 frente a los $25,094 para las mujeres. La renta per cápita para la localidad era de $21,624. Alrededor del 10.5% de la población estaban por debajo del umbral de pobreza.
Su habitante más famoso es Chris Horner ganador de la vuelta a España 2013, quien con 41 años se convirtió en el corredor más veterano en ganar una gran vuelta.